# カール＝ハインツ・リードレ
カール＝ハインツ・リードレ（Karl-Heinz Riedle, 1965年9月16日 -）は空中戦が非常に強く、空の王者というニックネーム。またはメッサーシュミット、ドイツの有名な戦闘機メッサーシュミットという物騒なニックネームで呼ばれていた。実は足でのシュートも得意で決定力があった。1992年ヨーロッパ選手権では足のリードレ、空のクリンスマンであった。ドイツ出身の元サッカー選手、サッカー指導者。選手時代のポジションはフォワード。身長179cmと大柄ではないが、滞空時間の長い跳躍力を生かしたヘディングシュートを得意とし「エア・リードレ」の愛称で呼ばれた。息子のアレッサンドロ・リードレもサッカー選手であり父と同様にストライカーを務めている。

## クラブ経歴
リードレは1974年にTSVエルホーフェンでサッカーを始め、SVヴァイラーを経て1983年にバイエルンリーガ所属のFCアウクスブルクに入団した。1985-86シーズンのバイエルンリーガで22得点を記録すると、1986年にブラウ＝ヴァイス 90 ベルリンへ移籍した。ブラウ＝ヴァイスでは1シーズンのみの所属となり10得点を記録するに留まったが好調なプレーを維持し、1987年にオットー・レーハーゲルが監督を務めるヴェルダー・ブレーメンへ移籍した。この移籍について後にリードレは「ブレーメンは若手選手の育成に定評があるセンセーショナルなクラブだった。レーハーゲルのおかげで私は選手として成長し、多くのことを学んだ」と評している。加入初年度の1987-88シーズンにはリーグ戦33試合に出場し18得点を記録し、ブンデスリーガ優勝に貢献した。またクラブの歴史上において最高の試合の一つと考えられているUEFAカップ1989-903回戦のSSCナポリ戦でも2試合合計で3得点をあげるなど顕著な働きを見せた。
1990年に1300万ドイツマルクという当時のヨーロッパでは最高額の移籍金でイタリアのSSラツィオに移籍。1991-92シーズンにはリーグ戦29試合に出場し13得点を決める活躍を見せ、1992-93シーズンにはクラブにとって1970年代以来最高の成績となるリーグ5位に押し上げる原動力となったが、4人の外国人が在籍する中、やや出場機会を減らしていた。
1993年夏、ドイツに帰国しボルシア・ドルトムントへ移籍した。契約期間は3年で移籍金は950万マルク（6億3000万円）とも、850万マルクとも推定される。ドルトムントでは1994-95シーズンと1995-96シーズンのブンデスリーガ連覇、UEFAチャンピオンズリーグ 1996-97では決勝戦のユヴェントスFC戦で2得点を決める活躍を見せ初優勝に貢献した。
1997年、イタリアのペルージャ・カルチョも獲得に動いたがアストン・ヴィラFCへ移籍したスタン・コリーモアの後釜としてイングランドのリヴァプールFCへ移籍した。リヴァプールではマイケル・オーウェンやロビー・ファウラーといった攻撃陣とのポジション争いとなったが、1999年9月に出場機会を得るためにフットボールリーグのフラムFCへ移籍。1999-00シーズンにはポール・ブレイスウェルの後任として選手兼任の暫定監督を務め、2000-01シーズンには正式な監督としてジャン・ティガナが就任したため選手に復帰し、プレミアリーグ昇格に貢献したが同シーズン限りで現役を引退した。その後、2002年1月にリヒテンシュタインのFCファドゥーツの練習に参加し現役復帰を試みたが、契約はならなかった。

## 代表経歴
1988年にユルゲン・クリンスマンやトーマス・ヘスラーらと共に西ドイツ五輪代表に選出され、韓国で開催されたソウルオリンピックに出場し銅メダルを獲得した。
ドイツ代表としては1988年8月31日に行われた1990 FIFAワールドカップ・ヨーロッパ予選のフィンランド戦で代表デビューをした。1990年にイタリアで開催された本大会ではクリンスマンやルディ・フェラーに次ぐ3番手のフォワードと見做されていたが、準決勝のイングランド戦を含む4試合に出場し優勝に貢献。イタリア大会以降にフェラーに代わってレギュラーに定着し、1992年にスウェーデンで開催されたUEFA欧州選手権1992では準決勝のスウェーデン戦で2得点を決めるなど合計3得点をあげヘンリク・ラルセン、デニス・ベルカンプ、トーマス・ブロリンと並び得点王となった。その後、1994年にアメリカ合衆国で開催された1994 FIFAワールドカップに出場、グループリーグの韓国戦で1得点を挙げた。国際Aマッチ通算42試合に出場し16得点を記録した。

## 引退後
2004年11月からはスイスのグラスホッパー・クラブ・チューリッヒのスポーツディレクターを務めていたが、2007年4月に2006-07シーズン限りでの辞任を表明した。その後はドイツ南部のアルゴイ地方でサッカースクールや4つ星ホテルを経営している。
2014年11月、古巣のボルシア・ドルトムントの国際親善大使に就任した。

## 代表歴

### 出場大会
- 西ドイツ/ドイツ代表
  - 1990 FIFAワールドカップ（優勝)
  - UEFA EURO '92 3得点(準優勝)
  - 1994 FIFAワールドカップ 1得点(ベスト8)

### 試合数
- 国際Aマッチ 42試合 16得点（1988年-1994年）[22][3]

| ドイツ代表 | 国際Aマッチ | 国際Aマッチ |
| 年         | 出場        | 得点        |
| ---------- | ----------- | ----------- |
| 1988       | 1           | 1           |
| 1989       | 3           | 1           |
| 1990       | 9           | 1           |
| 1991       | 5           | 3           |
| 1992       | 10          | 4           |
| 1993       | 8           | 5           |
| 1994       | 6           | 1           |
| 通算       | 42          | 16          |

### 得点
出典
| #  | 開催日         | 開催地                         | 対戦国         | 結果 | 大会                          |
| -- | -------------- | ------------------------------ | -------------- | ---- | ----------------------------- |
| 1  | 1988年8月31日  | フィンランド、ヘルシンキ       | フィンランド   | 4-0  | 1990 FIFAワールドカップ・予選 |
| 2  | 1989年4月29日  | オランダ、ロッテルダム         | オランダ       | 1-1  | 1990 FIFAワールドカップ・予選 |
| 3  | 1990年12月19日 | ドイツ、シュトゥットガルト     | スイス         | 4-0  | 親善試合                      |
| 4  | 1991年9月11日  | イングランド、ロンドン         | イングランド   | 1-0  | 親善試合                      |
| 5  | 1991年10月16日 | ドイツ、ニュルンベルク         | ウェールズ     | 4-1  | UEFA EURO '92予選             |
| 6  | 1991年12月18日 | ドイツ、レーヴァークーゼン     | オランダ       | 1-1  | UEFA EURO '92予選             |
| 7  | 1992年6月15日  | スウェーデン、ノーショーピング | スコットランド | 2-0  | UEFA EURO '92                 |
| 8  | 1992年6月21日  | スウェーデン、ストックホルム   | スウェーデン   | 3-2  | UEFA EURO '92                 |
| 9  | 1992年6月21日  | スウェーデン、ストックホルム   | スウェーデン   | 3-2  | UEFA EURO '92                 |
| 10 | 1992年9月9日   | デンマーク、コペンハーゲン     | デンマーク     | 2-1  | 親善試合                      |
| 11 | 1993年3月24日  | スコットランド、グラスゴー     | スコットランド | 1-0  | 親善試合                      |
| 12 | 1993年6月13日  | アメリカ合衆国、シカゴ         | アメリカ合衆国 | 1-1  | USカップ1993                  |
| 13 | 1993年6月13日  | アメリカ合衆国、シカゴ         | アメリカ合衆国 | 1-1  | USカップ1993                  |
| 14 | 1993年6月13日  | アメリカ合衆国、シカゴ         | アメリカ合衆国 | 1-1  | USカップ1993                  |
| 15 | 1993年10月13日 | ドイツ、カールスルーエ         | ウルグアイ     | 5-0  | 親善試合                      |
| 16 | 1994年6月27日  | アメリカ合衆国、ダラス         | 韓国           | 3-2  | 1994 FIFAワールドカップ       |